# Калабухов, Карп Максимович
Карп Максимович Калабухов — советский деятель внутренней безопасности, депутат Верховного Совета РСФСР.

## Биография
Родился в 1892 году; место рождения — с. Ершово Рязанской губернии. Национальность — русский.
Член ВКП(б) c 1918.
В органах ВЧК−ОГПУ−НКВД с 1918.
В 1921—1922 гг. начальник Вятской губернской рабоче-крестьянской милиции. В 1925—1926 гг. начальник Вологодского губотдела ГПУ. В 1926—1927 гг. начальник Новгородского губотдела ГПУ. В 1927—1929 гг. начальник Новгородского окротдела ГПУ. С 20.03.1938 — помощник начальника УНКВД Ярославской области. С 28.08.1938 — нач. автотехнического отдела АХУ НКВД СССР. До 05.06.1940 — начальник ОБХСС. 05.06.1940 уволен c исключением с учета согласно ст. 38 п. «в» Положения. Заместитель начальника АХФУ НКГБ СССР (02.1945).
Депутат Верховного Совета РСФСР 1 созыва.

## Звания
- капитан милиции (11.07.1936)
- капитан государственной безопасности (17.02.1938)
- капитан милиции (05.06.1940)
- майор государственной безопасности (03.12.1941)
- полковник государственной безопасности (20.09.1943)